# Donja Sudimlja
Studime e Poshtme en albanais et Donja Sudimlja en serbe latin (en serbe cyrillique : Доња Судимља) est une localité du Kosovo située dans la commune/municipalité de Vushtrri/Vučitrn et dans le district de Mitrovicë/Kosovska Mitrovica. Selon le recensement kosovar de 2011, elle compte 777 habitants, tous albanais.

## Démographie

### Évolution historique de la population dans la localité
| 1948 | 1953 | 1961 | 1971 | 1981  | 1991  | 2011 |
| ---- | ---- | ---- | ---- | ----- | ----- | ---- |
| 522  | 582  | 777  | 953  | 1 357 | 1 499 | 777  |

|  |